# Sean Cameron Michael
Sean Cameron Michael (Kaapstad, 24 december 1969) is een Zuid-Afrikaans acteur, filmproducent en scenarioschrijver.

## Biografie
Michael werd geboren in Kaapstad, en kreeg op twaalfjarige leeftijd interesse in het acteren en begon met het spelen in diverse musicals. Tijdens zijn highschooltijd nam hij les in drama. Na zijn studie nam hij voor twee jaar dienst bij de infanterie van de Zuid-Afrikaanse Weermacht. Na zijn diensttijd besloot hij, na kortstondige banen, om fulltime acteur te worden.
Michael begon in 1993 met acteren in de televisieserie Egoli: Place of Gold, waarna hij nog meerdere rollen speelde in films en televisieseries. Hij speelde in onder andere Egoli: Place of Gold (1993-1996), Home Alone 4: Taking Back the House (2002), Invictus (2009) en Black Sails (2014-2015).

## Filmografie

### Films
Selectie:
- 2017 The Mummy - als archeoloog
- 2014 The Salvation - als Lester
- 2013 The Challenger - als Judson Lovingood
- 2012 Safe House - als huurbaas
- 2010 Lost Boys: The Thirst - als Ira Pinkus
- 2009 Invictus - als manager
- 2008 Allan Quatermain and the Temple of Skulls - als Allan Quatermain
- 2004 Cape of Good Hope - als vader
- 2002 Home Alone 4: Taking Back the House - als politieagent

### Televisieseries
Uitgezonderd eenmalige gastrollen.
- 2024 Catch Me A Killer - als Robert Ressler - 2 afl.
- 2021-2024 Die Byl - als Harold Vermeer - 12 afl.
- 2022 Ludik - als Arend Brown - 6 afl.
- 2020 The Cars That Made the World - als generaal Palmer - 2 afl.
- 2019 Deep State - als kolonel Russell - 3 afl.
- 2017 Blood Drive - als Old Man Heart - 8 afl.
- 2016-2017 Shooter - als Grigory Krukov - 4 afl.
- 2016 Of Kings and Prophets - als Nabal - 2 afl.
- 2014-2015 Black Sails - als Richard Guthrie - 10 afl.
- 2014 When We Were Black - als ?? - 6 afl.
- 2012 Strike Back - als dr. Vasiliev - 2 afl.
- 2005 The Triangle - als Don Beatty - 3 afl.
- 2004 This Life - als Miles Stewart - 39 afl.
- 1993-1996 Egoli: Place of Gold - als Brett - 8 afl.

### Filmproducent
- 2022 Collision - film
- 2011 There Are No Heroes - korte film

### Scenarioschrijver
- 2022 Collision - film

- Gemeinsame Normdatei: 1061852148
- International Standard Name Identifier: 0000 0001 0824 4518
- Library of Congress Control Number: n2010081909
- Virtual International Authority File: 311662846